# Corvinella
Corvinella is een monotypisch geslacht van zangvogels uit de familie klauwieren (Laniidae). De enige soort:
- Corvinella corvina (Geelsnavelklauwier)

Volgens onderzoek gepubliceerd in 2019 is plaatsing van dit taxon in het geslacht Lanius verdedigbaar dus:
- Lanius corvinus - Geelsnavelklauwier.[2][3]